# Sphyrnidae
Requins-marteaux
Famille
Les requins-marteaux appartiennent à la famille des Sphyrnidae, regroupant dix espèces au sein de l'ordre des Carcharhiniformes.

## Description et caractéristiques
Les requins-marteaux ont une anatomie globale et des caractéristiques plutôt singulières. En effet, ceux-ci se distinguent par leur tête aplatie et élargie, appelée céphalofoil. Leur structure unique n'est pas seulement une caractéristique distinctive, mais elle joue également un rôle crucial dans la survie et l'efficacité de ces prédateurs marins. Le céphalofoil permet une amélioration à plusieurs niveaux. Tout d’abord une meilleure vision périphérique, ensuite une capacité remarquable à détecter les champs électriques des proies grâce à la présence d’une centaine d’ampoules de Lorenzini et enfin des électro-récepteurs situés sur la surface inférieure de leur tête. Cette configuration anatomique permet aux requins-marteaux de localiser avec précision les proies cachées sous le sable ou dans les sédiments marins, leur donnant ainsi une capacité supérieure à chasser par rapport aux autres prédateurs.

### Morphologie et adaptations
Comme énoncé ci-dessus, le céphalofoil des requins-marteaux offre plusieurs avantages écologiques et physiologiques.           
Tout d'abord, la position latérale des yeux permet une meilleure vision stéréoscopique. Celle-ci augmente donc la perception de la profondeur et permet une meilleure représentation de son environnement.
Ensuite, les ampoules de Lorenzini améliorent la capacité des requins-marteaux à détecter les champs électriques produits par les proies. En effet, celles-ci fonctionnent sur le principe suivant : elles sont sensibles aux faibles champs électriques produits par les contractions musculaires des animaux comme les poissons ou les crustacés. Cette contraction va provoquer une différence de potentiel électrique dans l'eau de mer qui induira un champ électrique dans le gel conducteur des canaux. Ce champ électrique sera transmis aux récepteurs sensoriels situés à la base des canaux qui le convertiront en signal nerveux pour enfin être transmis au cerveau.
Enfin, sa large tête permet un meilleur déplacement dans l'eau facilitant une nage rapide ainsi que des virages serrés afin de capturer aisément toutes sortes de proies.
La coloration des requins-marteaux varie du gris au brun avec un ventre plus clair. Ce dégradé de couleur les aide à se camoufler dans leurs environnements naturels. Vu du dessus, leur dos sombre se fond dans les profondeurs de l'océan, tandis que vu de dessous, leur ventre clair se fond avec la lumière venant de la surface. Cela leur confère un camouflage naturel, face aux prédateurs et aux proies potentielles.

### Comportement
Les requins-marteaux sont connus pour leur comportement migratoire, qui se caractérise souvent par la formation de grands groupes. Ces migrations se produisent à des moments précis de l'année et vers des zones spécifiques. Elles sont principalement motivées par des facteurs tels que la reproduction, la recherche de zones plus riches en proies ou encore la variation des températures de l’eau due aux changements saisonniers. L'une des migrations les plus connues est celle qui les mène des îles Galápagos vers les côtes d'Amérique centrale et du Sud. De plus, les ampoules de Lorenzini permettent également au requin-marteau de capter les champs magnétiques terrestres lui évitant toute désorientation lors des migrations.

## Évolution et taxonomie
Les requins marteau ont évolué il y a environ 20 à 25 millions d'années, au cours de l'Oligocène. Cette période a favorisé l'évolution de nombreuses espèces marines, y compris les requins-marteaux, qui ont développé des caractéristiques morphologiques uniques, notamment le céphalofoil pour s'adapter à leur environnement.

### Liste des espèces
Selon FishBase et World Register of Marine Species (30 janvier 2024) :
- Genre Eusphyra Gill, 1862
  - Eusphyra blochii (Cuvier, 1816) — Requin-marteau planeur
  - Eusphyra laticeps (Cantor, 1837)
- Genre Sphyrna Rafinesque, 1810
  - Sphyrna corona Springer, 1940 — Requin-marteau cornu
  - Sphyrna couardi Cadenat, 1951 — Requin-marteau à ailes blanches
  - Sphyrna gilberti Quattro, Driggers, Grady, Ulrich & M.A.Roberts, 2013 - Requin-marteau de Caroline
  - Sphyrna lewini (E.Griffith & C.H.Smith, 1834) - Requin marteau halicorne
  - Sphyrna media Springer, 1940 - Requin-marteau écope
  - Sphyrna mokarran (Ruppell, 1837) - Grand requin marteau
  - Sphyrna tiburo (Linnaeus, 1758) - Requin marteau tiburo
  - Sphyrna tudes (Valenciennes, 1822) - Requin-marteau à petits yeux
  - Sphyrna zygaena (Linnaeus, 1758) - Requin marteau commun

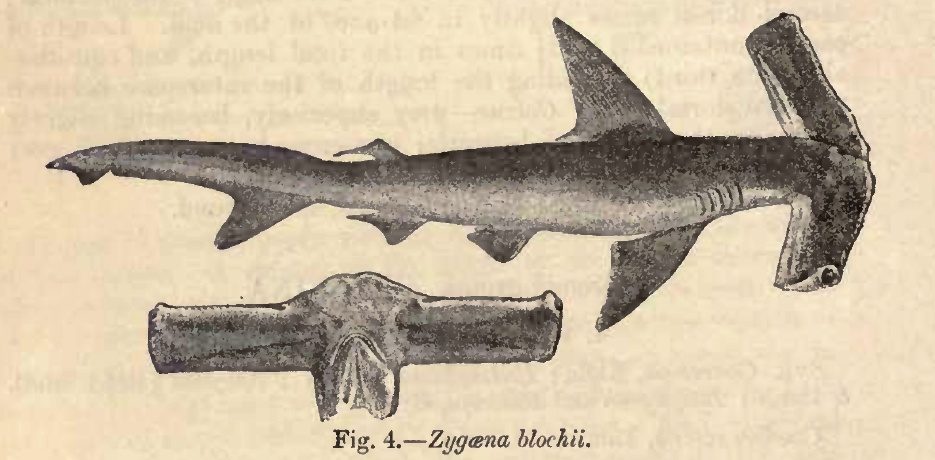
Eusphyra blochii
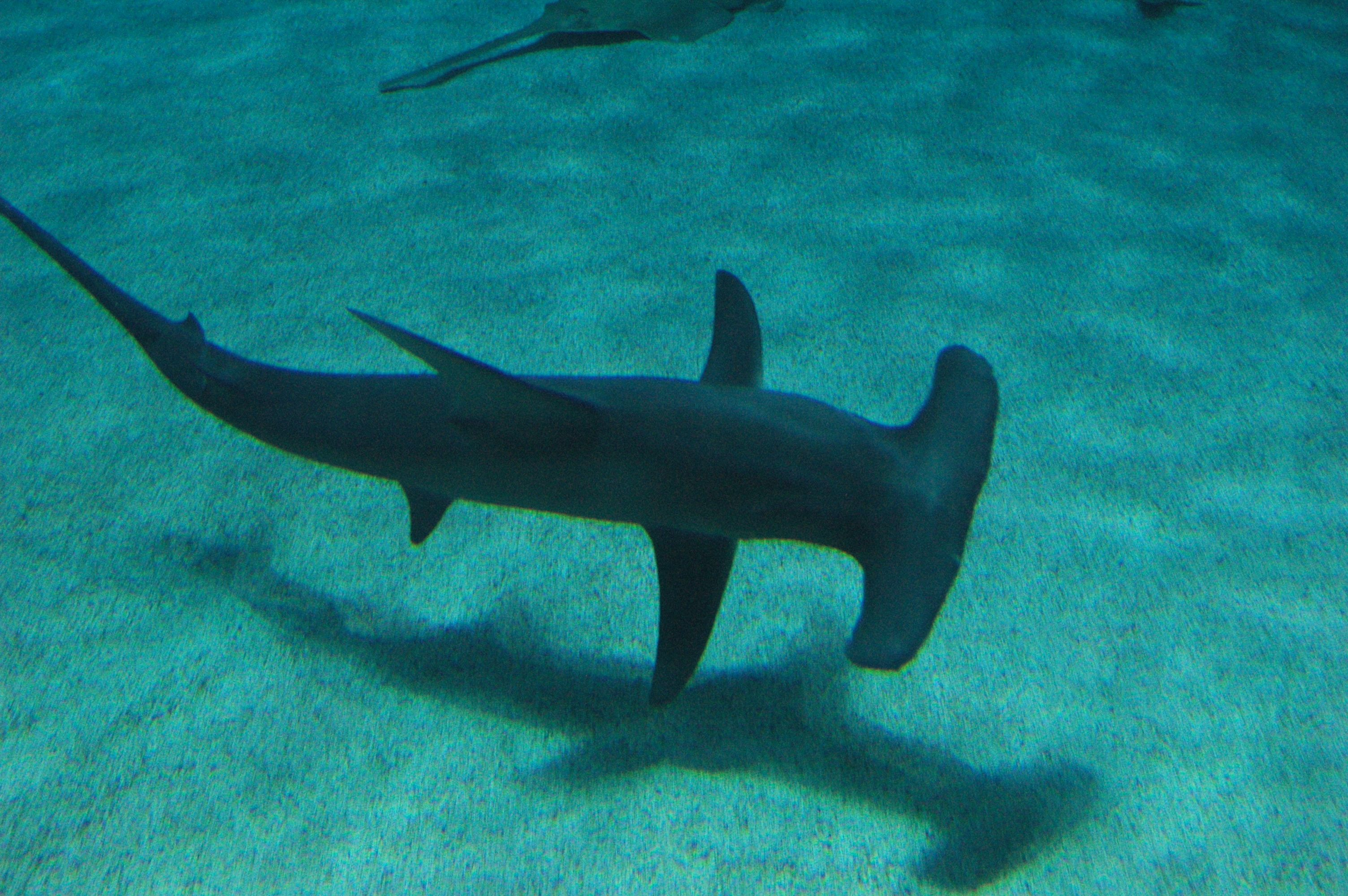
Sphyrna mokarran
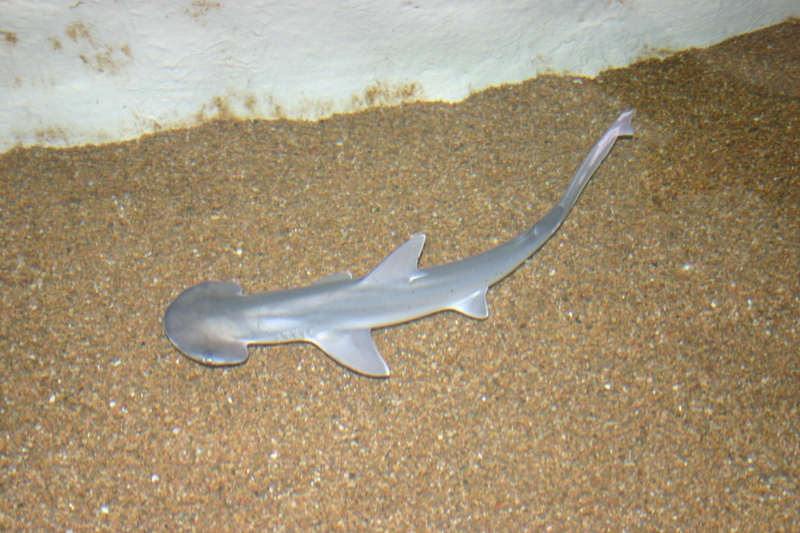
Sphyrna tiburo
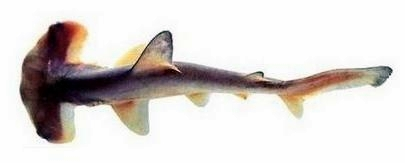
Sphyrna tudes
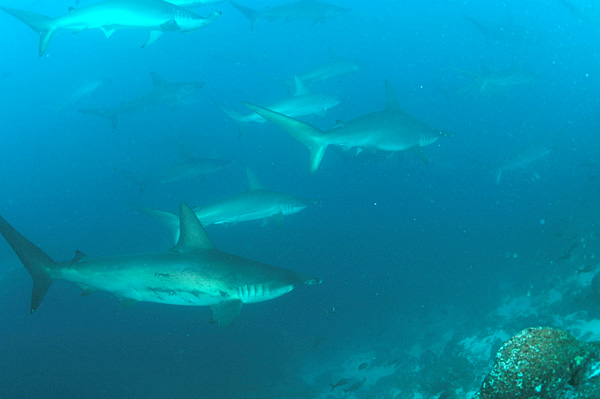
Sphyrnidés (Île Wolf, îles Galápagos).
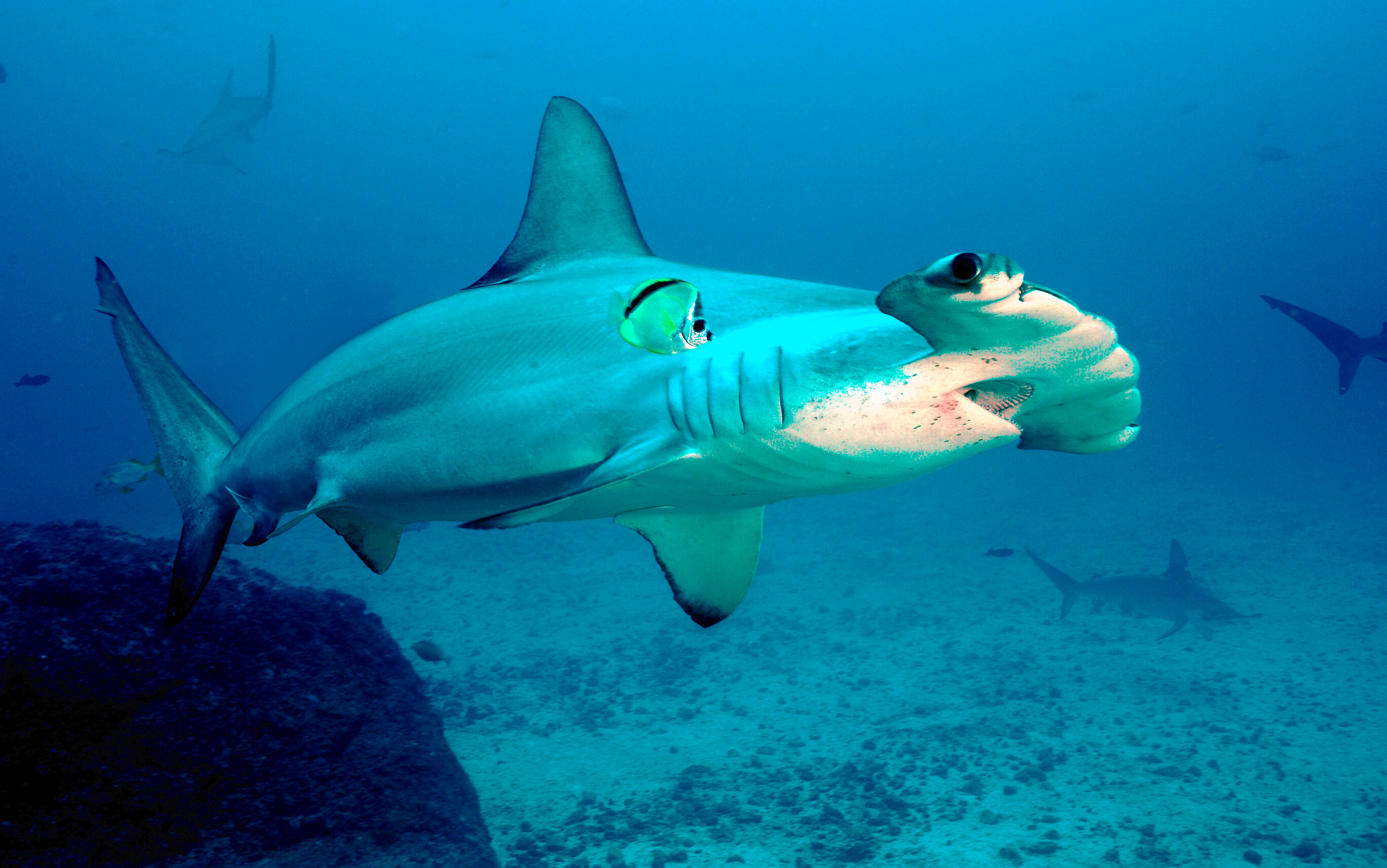
Sphyrna lewini
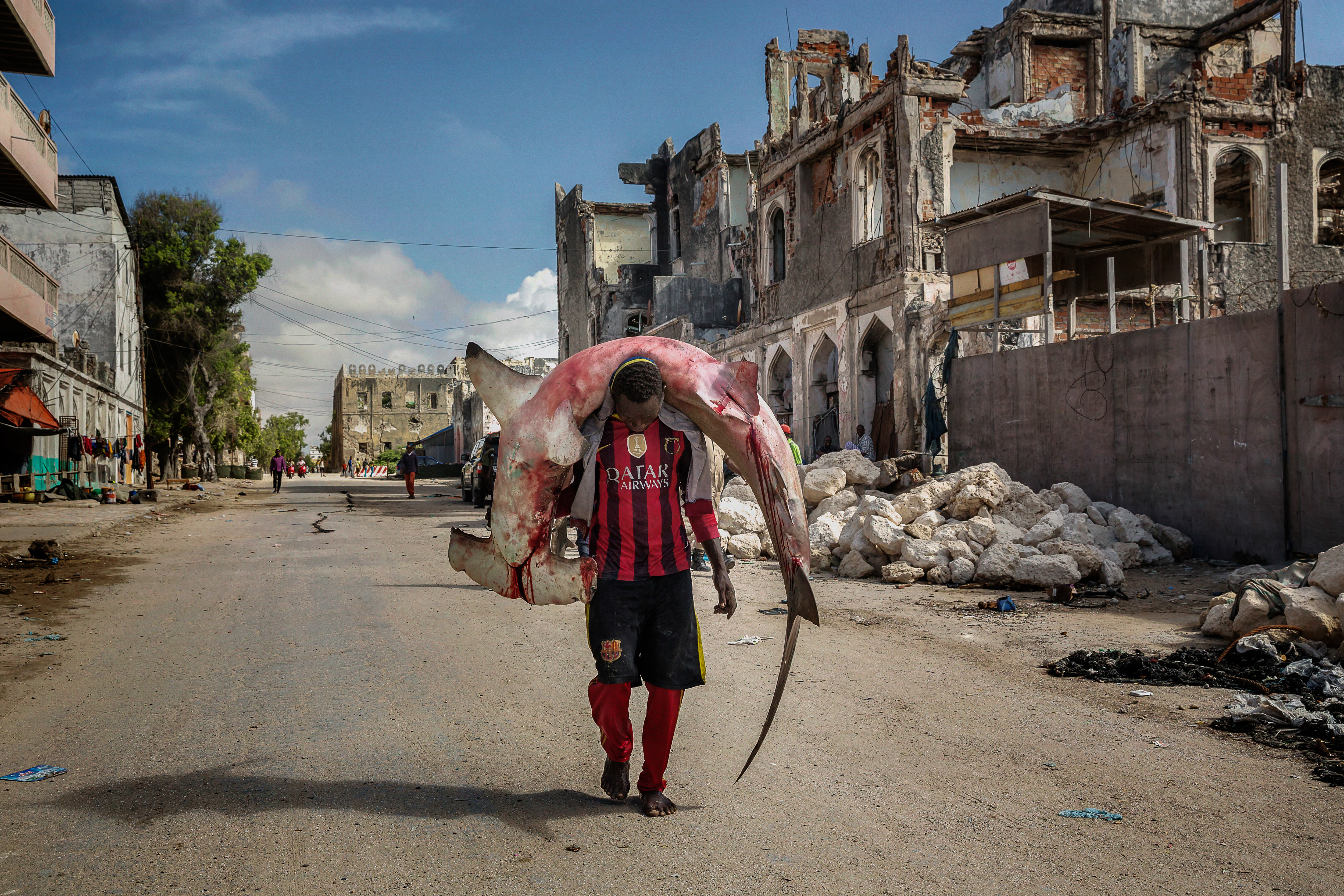
Homme transportant un requin-marteau halicorne à Mogadiscio (Somalie).

### Diversité des espèces
La famille des Sphyrnidae est subdivisée en deux genres principaux. D’une part Sphyrna qui comprend la majorité des espèces de requins-marteaux. D’autre part Eusphyra avec une unique espèce le requin-marteau planeur (Eusphyra blochii).
-       Sphyrna : ce genre inclut des espèces telles que celles citées ci-dessous. Les espèces de ce genre se distinguent par des variations dans la forme et la taille du céphalofoil, ainsi que par des différences dans leurs habitudes alimentaires et leurs habitats .
·       Le grand requin-marteau (Sphyrna mokarran) : c'est l'une des plus grandes espèces, atteignant jusqu'à 6 mètres de longueur. Il est reconnaissable à son céphalofoil extrêmement large et rectiligne. Cette espèce est souvent trouvée dans les eaux côtières chaudes et près des récifs coralliens.
·       Le requin-marteau halicorne (Sphyrna lewini) : cette espèce mesure généralement entre 3 et 4 mètres de long. Elle est caractérisée par une encoche centrale sur le céphalofoil.
·       Le requin-marteau tiburo (Sphyrna tiburo) : une des espèces les plus petites, il mesure environ 0,9 à 1,2 mètre de long. Ce requin est unique d’une part via son céphalofoil arrondi et d’autre part, via une alimentaire particulière. En effet il se nourrit  principalement de crustacés et de petits poissons.
-       Eusphyra : le genre Eusphyra est représenté par le requin-marteau plane (Eusphyra blochii), caractérisé par un céphalofoil plus allongé et aplati par rapport aux espèces du genre Sphyrna. Cette espèce est moins connue et moins étudiée, mais elle partage de nombreuses caractéristiques comportementales et écologiques avec les autres requins-marteaux.

### Fossiles et preuves paléontologiques
Les fossiles de requins-marteaux sont relativement rares en raison de la composition principalement cartilagineuse de leur squelette, qui se fossilise mal. Cependant, les dents fossilisées retrouvées dans divers sites géologiques fournissent des indices précieux sur l'évolution de ces espèces. Les dents fossilisées montrent des similitudes avec les dents des requins-marteaux modernes, suggérant une continuité évolutive dans leur structure dentaire.

## Habitat
Les requins-marteaux sont présents dans les eaux tropicales et tempérées du monde entier, s’adaptant à une variété de conditions marines. Leur distribution géographique s'étend des eaux côtières peu profondes aux zones océaniques plus profondes, offrant une large gamme d'écosystèmes où ils peuvent prospérer.
Les requins-marteaux fréquentent principalement les zones côtières et les plateaux continentaux, où la biodiversité est élevée et les ressources alimentaires abondantes. Ces zones offrent une multitude de proies potentielles. La proximité des côtes permet également un accès facile aux nurseries.
Ensuite, certaines espèces peuvent également être retrouvées en eaux profondes. Ils sont capables de plonger à des profondeurs importantes à la recherche de nourriture ou pour échapper aux prédateurs.
Enfin, les récifs coralliens, les mangroves et les estuaires constituent un habitat privilégié pour de nombreuses espèces. Ces écosystèmes complexes offrent une abondance de proies et de refuges, leur permettant de chasser efficacement tout en évitant les prédateurs plus grands. Ils  jouent également un rôle important dans la reproduction et la socialisation, offrant des sites de rencontre pour les individus en quête de partenaires et des lieux protégés pour les jeunes.

## Reproduction
Les requins-marteaux sont ovovivipares , cela signifie que les œufs se développent à l'intérieur du corps de la femelle. Ce mode de reproduction est une adaptation importante qui contribue à la survie des jeunes requins dans des environnements marins souvent hostiles.

### Cycle de reproduction
Le cycle de reproduction des requins marteau commence par la copulation, qui implique souvent un comportement agressif et compétitif entre les mâles. Ceux-ci mordent les femelles pour les immobiliser et les inciter à se reproduire. Cette phase peut être stressante pour les femelles, et des marques de morsures sont fréquemment observées sur leur corps après l'accouplement .

### Gestation et développement
La gestation des requins-marteaux dure généralement entre 10 et 12 mois. Pendant cette période, les embryons se développent à l'intérieur de l'utérus de la femelle et sont nourris via le sac vitellin. Au fur et à mesure de la croissance les nutriments sont acheminés vers l’embryon par le biais de sécrétions utérines, communément appelées « l’histotrophie ».
Les femelles donnent naissance dans des environnements où les eaux sont peu profondes notamment à proximité des mangroves, de baies ou des estuaires. Au cours de l’évolution, les femelles ont développé différentes stratégies afin de maximiser la survie des jeunes. L'une de celles-ci consiste en la synchronisation de la naissance avec les périodes de forte disponibilité alimentaire.
Les portées peuvent compter de 12 à 40 petits, selon la taille et l’espèce de la femelle. De plus, les jeunes requins-marteaux mesurent 50 à 70 centimètres selon l'espèce. Par exemple, le grand requin-marteau aura tendance à avoir de plus petites portées où les jeunes seront plus robustes et plus grands, tandis que le requin-marteau halicorne peut avoir des portées plus nombreuses avec des requineaux plus frêles.
Après la naissance, les jeunes sont immédiatement indépendants et doivent se débrouiller seuls pour trouver de la nourriture. Les requins-marteaux atteignent la maturité sexuelle à des âges et tailles variables selon les espèces .

## Alimentation
Les requins-marteaux sont des prédateurs opportunistes. Leur régime alimentaire comprend principalement des poissons, des raies, des céphalopodes et des crustacés.

### Préférence alimentaire
Les raies constituent l'une des proies favorites. La forme aplatie de la tête leur permet d'immobiliser les raies en les plaquant au fond de l'océan, facilitant ainsi leur capture . Les raies sont non seulement une source riche en protéines, mais leur corps large offre également une prise facile.
Hormis les raies, les poissons osseux sont une part importante du régime alimentaire. Les requins-marteaux chassent diverses espèces de poissons, adaptant leurs techniques de chasse en fonction des comportements et des habitats des différentes proies. Par exemple, ils peuvent nager en formation pour encercler et capturer des bancs de poissons.
Enfin, les céphalopodes, tels que les calmars et les poulpes, sont souvent chassées de nuit. En effet, les requins-marteaux sont dotés d’une excellente vision nocturne pour repérer et capturer ces créatures rapides et agiles.

### Adaptations morphologiques
La bouche des requins-marteaux est bien adaptée pour saisir et déchirer la chair de leurs proies. En effet, ils possèdent 2 à 3 rangées de dents fonctionnelles, triangulaires et dentelées, idéales pour découper la chair et briser les coquilles des crustacés . De plus chaque dent a une durée de vie d’environ 2 semaines et elles sont donc renouvelées très fréquemment assurant ainsi une efficacité constante dans la capture et la consommation des proies.

### Impact écologique
Les requins-marteaux jouent un rôle crucial dans les écosystèmes marins en régulant les populations de leurs proies et en maintenant l'équilibre trophique. En contrôlant les populations de raies et de poissons, ils aident à prévenir la surpopulation et la surconsommation des ressources benthiques. Leur présence contribue ainsi à la santé globale des écosystèmes marins

## Protection
Les requins-marteaux sont classés par l'Union internationale pour la conservation de la nature (UICN) comme étant en danger critique d'extinction pour certaines espèces, telles que le grand requin-marteau ou le requin-marteau halicorne . Cette classification souligne l'urgence de mettre en œuvre des mesures de conservation pour protéger ces prédateurs marins emblématiques. Les principales menaces pour les requins-marteaux incluent la surpêche et la destruction de l'habitat. Ces facteurs ont donc entraîné une diminution drastique de leurs populations au cours des dernières décennies.

### (a)  Relation avec les humains
Les requins-marteaux évitent les interactions avec les humains. Leurs attaques sont extrêmement rares ; lorsqu'elles se produisent, elles sont souvent le résultat de la curiosité du requin plutôt que d'une agression intentionnelle. Cependant, leur relation avec les humains est complexe et marquée par plusieurs interactions significatives, notamment dans les domaines de la pêche, du tourisme et de la conservation.

### (b)  Pêche commerciale et récréative
Les requins-marteaux sont souvent capturés par la pêche commerciale et récréative, ce qui constitue une menace sérieuse pour leur population. La pêche commerciale cible principalement les requins-marteaux pour leurs ailerons qui sont des mets raffinés dans les régions asiatiques. Après avoir été destitués de leurs ailerons, ils seront relâchés en mer et finissent par se noyer. Cependant, en Europe, depuis 2003, il est interdit de les relâcher après leur avoir coupé les ailerons, bien que cette réglementation ne soit pas toujours respectée.
Cette surpêche a des conséquences à différents niveau, notamment en perturbant l’équilibre des écosystèmes marins.
Cependant, des réglementations sont mises en place comme la régulation de la pêche, la protection des habitats critiques et la sensibilisation du public. Celles-ci sont soutenues notamment par UICN ou la Convention sur le commerce international des espèces de faune et de flore sauvages menacées d'extinction (CITES).
De plus plusieurs pays ont également mis en place des mesures incluant des interdictions de pêche, des quotas de capture et la création de réserves marines où la pêche est strictement réglementée voire interdite.

### (c)  Requin en captivité
Les requins-marteaux sont difficiles à maintenir en captivité en raison de leurs besoins spécifiques en termes d'espace et d’alimentation. Ces prédateurs marins exigent de vastes environnements pour nager et une alimentation variée qui imite leurs habitudes alimentaires naturelles. Cependant, certains aquariums ont réussi à élever des requins marteaux, offrant une opportunité précieuse pour l'éducation, la recherche et la sensibilisation à leur conservation. Par exemple, des aquariums comme le Georgia Aquarium à Atlanta et le Shedd Aquarium à Chicago ont développé des programmes spécifiques pour élever et étudier les requins-marteaux. Ces programmes permettent de collecter des données précieuses sur le comportement, la physiologie et les besoins écologiques difficiles à obtenir dans leur habitat naturel.